# Mark Athias
Mark Anahory Athias (Funchal, 11 de Dezembro de 1875 — Lisboa, 30 de Setembro de 1946) foi um médico e investigador na área das ciências biomédicas, pioneiro da histologia e da bioquímica em Portugal.

## Biografia
Nasceu no Funchal, filho de Abraham Athias e de Deborah Anahory Athias, uma família de ascendência judaica. Na altura do seu nascimento o pai era director de um estabelecimento bancário. 
Foi muito jovem estudar para Paris, onde se licenciou em Medicina em 1897, com apenas 22 anos de idade. Permaneceu em Paris, empregando-se num laboratório de histologia. Os seus trabalhos como histologista foram premiados pela Faculdade de Medicina de Paris e permitiram-lhe estagiar com diversos especialistas de histologia e de química, entre os quais Mathias Duval. Nos seus estudos muito influenciado pelas ideias de histofisiologia nervosa de Santiago Ramón y Cajal.
Apesar do antisemitismo que se vivia em França, na sequência do Affaire Dreyfus, concorreu a um lugar no laboratório onde trabalhava, mas foi preterido em favor de um francês. Gorada a intenção de se fixar em Paris, regressou ao Funchal e em 1903 fixou-se em Lisboa. Naquela cidade, a convite de Miguel Bombarda, foi nomeado director do laboratório de histologia do Hospital de Rilhafoles.
Para além das suas funções no laboratório, dedicou-se ao ensino da histologia médica, ministrando um curso de técnica histológica para médicos. 
A partir desse curso, iniciou uma carreira científica que foi relevante na introdução das técnicas de investigação experimental no ensino e na investigação biomédica em Portugal, em particular no campo da bioquímica. Em 1919 foi nomeado director do Instituto de Fisiologia a partir do qual criou uma escola de investigação a que esteve associada uma estratégia de renovação da mentalidade da medicina portuguesa em linha com o ideário positivista do republicanismo português.
Esteve ligado à Sociedade Portuguesa de Ciências Naturais e pelo seu trabalho pioneiro deixou ramificações profundas na ciência portuguesa. Entre os seus discípulos e continuadores estão figuras como Ferreira de Mira e Celestino da Costa.
Ao longo da sua carreira científica escreveu múltiplos estudos sobre temas de investigação médica. Estão inventariadas 138 publicações suas, com temas que vão dos artigos científicos e das biografias científicas a textos didácticos, artigos de divulgação e relatórios diversos.

## Obras
- Transplantação de Órgãos (1927)
- Introdução do método experimental e suas principais aplicações às Ciências Médicas e Biológicas em Portugal